# ألان بيرسي براون
ألان بيرسي براون (19 يوليو 1912 - 2 مارس 1994) هو سياسي وملاكم كندي.